# Marie François Sadi Carnot
Marie François Sadi Carnot (phát âm tiếng Pháp: [maʁi fʁɑ̃swa sadi kaʁno] (11 tháng 8 năm 1837 - 25 tháng 6 năm 1894) là một nhà chính trị Pháp. Ông là Tổng thống Đệ tam Cộng hòa Pháp giai đoạn 1887 đến khi bị ám sát vào năm 1894.

## Thân thế
Ông là con trai chính khách Hippolyte Carnot và sinh ra ở Limoges, Haute-Vienne. Tên gọi Sadi là để vinh danh người bác Nicolas Léonard Sadi Carnot - nhà vật lý chuyên về nhiệt động học. Cả ông và bác mình đều được gọi ngắn gọn là Sadi Carnot. Ông từng theo học ngành kỹ thuật xây dựng dân dụng.

|  | Các tổng thống Cộng hòa Pháp |

| 18 | 48                       | 18                       | 52 | 18 | 71             | 18             | 73                   | 18                   | 79          | 18          | 87          | 18          | 94                  | 18                  | 95          | 18          | 99 |
|    | Louis-Napoléon Bonaparte | Louis-Napoléon Bonaparte | –  | –  | Adolphe Thiers | Adolphe Thiers | Patrice de Mac-Mahon | Patrice de Mac-Mahon | Jules Grévy | Jules Grévy | Sadi Carnot | Sadi Carnot | Jean Casimir-Perier | Jean Casimir-Perier | Félix Faure | Félix Faure |    |

| 18 | 99           | 19           | 06               | 19               | 13               | 19               | 20             | 19             | 20                  | 19                  | 24               | 19               | 31          | 19          | 32            | 19            | 40 | 19 | 47 |
|    | Émile Loubet | Émile Loubet | Armand Fallières | Armand Fallières | Raymond Poincaré | Raymond Poincaré | Paul Deschanel | Paul Deschanel | Alexandre Millerand | Alexandre Millerand | Gaston Doumergue | Gaston Doumergue | Paul Doumer | Paul Doumer | Albert Lebrun | Albert Lebrun | –  | –  |    |

| 19 | 47             | 19             | 54        | 19        | 59                | 19                | 69               | 19               | 74                       | 19                       | 81                  | 19                  | 95             | 20             | 07              | 20              | 12                | 20                | 17              | ...             |  |
|    | Vincent Auriol | Vincent Auriol | René Coty | René Coty | Charles de Gaulle | Charles de Gaulle | Georges Pompidou | Georges Pompidou | Valéry Giscard d'Estaing | Valéry Giscard d'Estaing | François Mitterrand | François Mitterrand | Jacques Chirac | Jacques Chirac | Nicolas Sarkozy | Nicolas Sarkozy | François Hollande | François Hollande | Emmanuel Macron | Emmanuel Macron |  |